# Gerald Dobler
Gerald Dobler (* 1964) ist ein deutscher Kunsthistoriker und Restaurator.

## Leben
Dobler war von 1984 bis 1986 und von 1990 bis 1996 Mitarbeiter eines Restaurators in Regensburg. Zwischenzeitlich war er Praktikant in den Restaurierungswerkstätten des Bayerischen Nationalmuseums in München. Von 1990 bis 1996 studierte er Kunstgeschichte und klassische Archäologie an der Universität Regensburg. 1999 wurde er mit der Dissertation Die gotische Wandmalereien in der Oberpfalz. Mit einem Exkurs zu den Malereien in der ehemaligen Freien Reichsstadt Regensburg promoviert. Von 2000 bis 2007 war er leitender Angestellter der Restaurierungswerkstätten Neubauer GmbH in Bad Endorf. Seitdem ist er selbstständig.

## Auszeichnungen
- 2002: Professor-Josef-Engert-Preis der Stadt Regensburg

## Schriften (Auswahl)
- Die gotische Wandmalereien in der Oberpfalz. Mit einem Exkurs zu den Malereien in der ehemaligen Freien Reichsstadt Regensburg. Schnell und Steiner, Regensburg 2002, ISBN 3-7954-1317-6.
- Seeon, St. Walburgis. Ein wiedergewonnenes Kleinod der Kunst des Manierismus. Kunstverlag Fink, Lindenberg 2008, ISBN 978-3-89870-527-1.
- Wallfahrtskirche St. Wolfgang zu Berg bei Altenmarkt a.d. Alz. Hort des Glaubens und der Kunst. Kunstverlag Fink, Lindenberg 2009, ISBN 978-3-89870-574-5.
- Von Irsee nach Kaufbeuren. Die Erweiterungsplanungen der Kreisirrenanstalt Irsee ab 1865 bis zum Neubau der Heil- und Pflegeanstalt Kaufbeuren 1872. Grizeto-Verlag, Irsee 2013, ISBN 978-3-9812731-7-5.
- Warum Irsee?. Die Gründungsgeschichte der Kreis-Irrenanstalt Irsee vom Ende der 1820er Jahre bis zur Eröffnung 1849 und ihr Ausbau bis zum Anfang des 20. Jahrhunderts. Grizeto-Verlag, Irsee 2014, ISBN 978-3-9816678-0-6.